# 세라 개브런
세라 개브런(영어: Sarah Gavron, 1970년 4월 20일 ~ )은 잉글랜드의 영화 감독이다. 여성 참정권 운동을 다룬 영화 《서프레제트 (영화)》의 감독이다.

## 작품 목록
- 더 리틀 라이프 (2003, TV 영화)
- 브릭 레인 (2007)
- 서프레제트 (영화) (2015)
- 어느 소녀 이야기 (2019)